# Kronen-Apotheke (Bad Reichenhall)

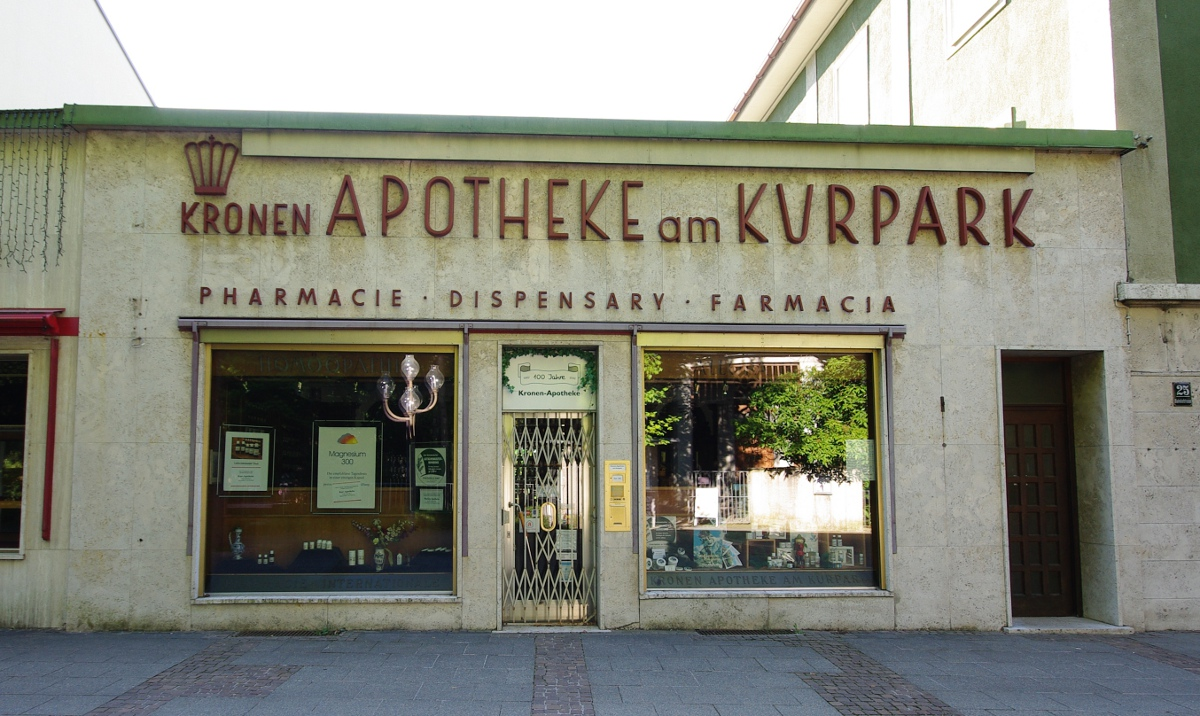
Kronen-Apotheke in Bad Reichenhall

Die Kronen-Apotheke am Kurpark ist die zweitälteste Apotheke in Bad Reichenhall. 
Die Ladeneinrichtung von 1902 ist noch erhalten und unter der Nummer D-1-72-114-308 in die Bayerische Denkmalliste eingetragen.

## Geschichte
Die Kronen-Apotheke wurde 1901, exakt hundert Jahre nach der Genehmigung für die Kur-Apotheke, genehmigt. Die Kronen-Apotheke befindet sich bis heute in der ehemaligen Villa Traunfeld an der Bahnhofstraße, direkt am nordwestlichen Ausgang des Bad Reichenhaller Kurgartens.
Erster Besitzer war der Münchner Leonhard Singer. 
Ab dem Anfang des 20. Jahrhunderts war die Kronen-Apotheke eine von drei Vertretungen in Bad Reichenhall für „Leuthenmayrs Hochgebirgs-Latschenkiefer-Produkte“. Leuthenmayr betrieb – als direkter Konkurrenz zum bisherigen Monopolisten Josef Mack – ab 1908 eine Latschenkiefernölbrennerei an der Nonner Straße im benachbarten Kirchberg. Die Kronen-Apotheke stellte zudem eigene Produkte wie „Bad Reichenhaller Latschenkiefernbonbons“ und „Bad Reichenhaller Latschenkieferngeist“ aus dem Öl der Latschenkiefer her.
Die Apotheke wird aktuell nicht betrieben (Stand 2021). 